# LEGENDS (T-BOLANのアルバム)
『LEGENDS』（レジェンズ）は、T-BOLANのベスト・アルバム。2010年3月24日発売。発売元はZAIN RECORDS。

## 概要
森友嵐士の復活第1弾ソロシングル『抱きしめていたい/キズナ』と同時発売されたベスト・アルバム。DISC1は「JUST ILLUSION」「じれったい愛 '98」を除くシングル表題曲全般、DISC2は未発表曲「満月の夜」を初めとしたアルバム曲、C/W曲を中心に収録。初回盤には、バンドの歴史を振り返る特典DVD『T-BOLAN History of 1991-1999』が付いている。本作と森友の『抱きしめていたい/キズナ』を同時購入すると、オリジナル・オルゴールが当選する応募券が付いている。

## 収録曲
| 全作詞: 森友嵐士。 |                                       |           |                    |                     |      |
| #                  | タイトル                              | 作詞      | 作曲               | 編曲                | 時間 |
| 1.                 | 「離したくはない」                    | 森友嵐士  | 森友嵐士           | 西田昌史            | 4:55 |
| 2.                 | 「Bye For Now」                       | 森友嵐士  | 織田哲郎           | 明石昌夫、T-BOLAN   | 4:39 |
| 3.                 | 「マリア」                            | 森友嵐士  | 森友嵐士           | 明石昌夫、T-BOLAN   | 5:05 |
| 4.                 | 「悲しみが痛いよ」(※作詞: 川島だりあ) | 森友嵐士  | 川島だりあ         | 西田昌史            | 3:41 |
| 5.                 | 「サヨナラから始めよう」              | 森友嵐士  | 織田哲郎           | 明石昌夫、T-BOLAN   | 5:20 |
| 6.                 | 「じれったい愛」                      | 森友嵐士  | 森友嵐士           | 明石昌夫、T-BOLAN   | 3:55 |
| 7.                 | 「おさえきれない この気持ち」         | 森友嵐士  | 森友嵐士           | 明石昌夫、T-BOLAN   | 5:08 |
| 8.                 | 「すれ違いの純情」                    | 森友嵐士  | 織田哲郎           | 葉山たけし、T-BOLAN | 4:02 |
| 9.                 | 「刹那さを消せやしない」              | 森友嵐士  | 森友嵐士、五味孝氏 | 葉山たけし、T-BOLAN | 4:29 |
| 10.                | 「傷だらけを抱きしめて」              | 森友嵐士  | 森友嵐士           | 明石昌夫、T-BOLAN   | 3:49 |
| 11.                | 「わがままに抱き合えたなら」          | 森友嵐士  | 森友嵐士           | 明石昌夫、T-BOLAN   | 3:36 |
| 12.                | 「LOVE」                              | 森友嵐士  | 森友嵐士           | 明石昌夫、T-BOLAN   | 4:30 |
| 13.                | 「SHAKE IT」(※作詞: 森下桂人)         | 森友嵐士  | 森友嵐士           | 明石昌夫、T-BOLAN   | 3:43 |
| 14.                | 「愛のために 愛の中で」               | 森友嵐士  | 森友嵐士           | 葉山たけし、T-BOLAN | 5:52 |
| 15.                | 「Be Myself」                         | 森友嵐士  | 森友嵐士、五味孝氏 | 池田大介、T-BOLAN   | 3:33 |
| 合計時間:          | 合計時間:                             | 合計時間: | 合計時間:          | 66:17               |      |

| 全作詞: 森友嵐士（※特記以外）。 |                                    |                       |            |                     |      |
| #                               | タイトル                           | 作詞                  | 作曲       | 編曲                | 時間 |
| 1.                              | 「満月の夜」                       | 森友嵐士（※特記以外） | 森友嵐士   | 葉山たけし、T-BOLAN | 5:18 |
| 2.                              | 「Hold On My Beat」                | 森友嵐士（※特記以外） | 森友嵐士   | 西田昌史            | 5:10 |
| 3.                              | 「Dreamin'」                       | 森友嵐士（※特記以外） | 五味孝氏   | 明石昌夫            | 4:45 |
| 4.                              | 「Heart of Gold」                  | 森友嵐士（※特記以外） | 川島だりあ | 明石昌夫、T-BOLAN   | 4:28 |
| 5.                              | 「Teenage Blue」                   | 森友嵐士（※特記以外） | 森友嵐士   | 明石昌夫            | 4:39 |
| 6.                              | 「あふれでる感情」                 | 森友嵐士（※特記以外） | 森友嵐士   | 葉山たけし、T-BOLAN | 5:49 |
| 7.                              | 「BOY」(※作詞: 青木和義、森友嵐士) | 森友嵐士（※特記以外） | 森友嵐士   | 明石昌夫、T-BOLAN   | 4:41 |
| 8.                              | 「My life is My way」              | 森友嵐士（※特記以外） | 森友嵐士   | 明石昌夫、T-BOLAN   | 3:51 |
| 9.                              | 「鏡の中の嘘が微笑むよ」           | 森友嵐士（※特記以外） | 森友嵐士   | 明石昌夫、T-BOLAN   | 5:05 |
| 10.                             | 「遠い恋のリフレイン」             | 森友嵐士（※特記以外） | 森友嵐士   | 葉山たけし、T-BOLAN | 4:40 |
| 11.                             | 「Only Lonely Crazy Heart」        | 森友嵐士（※特記以外） | 青木和義   | 明石昌夫、T-BOLAN   | 4:07 |
| 12.                             | 「泥だらけのエピローグ」           | 森友嵐士（※特記以外） | 森友嵐士   | 明石昌夫、T-BOLAN   | 3:18 |
| 13.                             | 「Dear」                           | 森友嵐士（※特記以外） | 五味孝氏   | 明石昌夫、T-BOLAN   | 4:34 |
| 14.                             | 「No.1 Girl」                      | 森友嵐士（※特記以外） | 森友嵐士   | 明石昌夫、T-BOLAN   | 4:23 |
| 15.                             | 「Smile」                          | 森友嵐士（※特記以外） | 森友嵐士   | T-BOLAN             | 4:57 |
| 合計時間:                       | 合計時間:                          | 合計時間:             | 合計時間:  | 69:45               |      |

### 楽曲解説

#### DISC1
1. 離したくはない
2ndシングル。
2. Bye For Now
6thシングル。
3. マリア
12thシングル。
4. 悲しみが痛いよ
1stシングル。
5. サヨナラから始めよう
4thシングル。
6. じれったい愛
5thシングル。
7. おさえきれない この気持ち
7thシングル。
8. すれ違いの純情
8thシングル。
9. 刹那さを消せやしない
9thシングル。
10. 傷だらけを抱きしめて
9thシングル両A面曲。
11. わがままに抱き合えたなら
10thシングル。
12. LOVE
11thシングル。
13. SHAKE IT
13thシングル。
14. 愛のために 愛の中で
14thシングル。
15. Be Myself
15thシングル。

#### DISC2
1. 満月の夜
未発表曲
2. Hold On My Beat
1stシングル『悲しみが痛いよ』のカップリング曲。
3. Dreamin'
1stアルバム『T-BOLAN』収録曲。
4. Heart of Gold
2ndシングル『離したくはない』のカップリング曲。
5. Teenage Blue
3rdシングル『JUST ILLUSION』のカップリング曲。シングルバージョンはアルバム初収録。
6. あふれでる感情
2ndアルバム『BABY BLUE』収録曲。
7. BOY
3rdアルバム『SO BAD』収録曲。
8. My life is My way
3rdアルバム『SO BAD』収録曲。
9. 鏡の中の嘘が微笑むよ
6thシングル『Bye For Now』のカップリング曲。アルバム初収録。
10. 遠い恋のリフレイン
1stアコースティックミニアルバム『夏の終わりに 〜Acoustic Version〜』収録曲。
11. Only Lonely Crazy Heart
4thアルバム『HEART OF STONE』収録曲。
12. 泥だらけのエピローグ
4thアルバム『HEART OF STONE』収録曲。
13. Dear
5thアルバム『LOOZ』収録曲。
14. No.1 Girl
11thシングル『LOVE』のカップリング曲。
15. Smile
ベストアルバム『T-BOLAN FINAL BEST GREATEST SONGS & MORE』収録曲。

## 参加ミュージシャン
- 池田大介 - キーボード
- 小野塚晃（DIMENSION） - ピアノ、オルガン
- 小島良喜 - ピアノ、オルガン
- 勝田一樹（DIMENSION） - サックス
- 生沢佑一 - コーラス
- 宇徳敬子 - コーラス
- 大黒摩季 - コーラス
- 大田紳一郎（doa） - コーラス
- 川島だりあ（FEEL SO BAD） - コーラス
- 栗林誠一郎 - コーラス